# Ганс Гілардоне
Ганс Гілардоне (нім. Hans Gilardone; 9 липня 1912, Мюнхен — 8 грудня 1942, Атлантичний океан) — німецький офіцер-підводник, капітан-лейтенант крігсмаріне.

## Біографія
1 квітня 1932 року вступив в рейхсмаріне. З 4 грудня 1935 по 30 вересня 1917 року — офіцер роти 4-го морського артилерійського дивізіону в Куксгафені. З березня 1938 року — вахтовий офіцер на легкому крейсері «Кельн». З 31 березня по 26 липня 1941 року пройшов курс підводника, з 27 липня по 14 вересня — курс командира підводного човна, з 15 вересня по 5 жовтня — командирську практику на підводному човні U-203, на якому взяв участь в одному поході (20-30 вересня), під час якого були потоплені 3 кораблі загальною водотоннажністю 7632 тонни.
10 жовтня 1941 року направлений на будівництво U-254. З 8 листопада 1941 року — командир U-254 (з перервою у вересні-жовтні 1942 року), на якому здійснив 2 походи (загалом 55 днів у морі). Під час першого походу 2 серпня 1942 року потопив британський торговий пароплав Flora II водотоннажністю 1218 тонн, який перевозив 358 тонн риби і 200 тонн льоду; ніхто з членів екіпаж пароплава (30 осіб) не загинув. Під час другого походу 8 грудня 1942 року U-254 зіткнувся з U-221 у Північній Атлантиці південно-східніше мису Фарвель (58°45′ пн. ш. 33°02′ зх. д.) і потонув. 4 члени екіпажу вціліли, 41 (включаючи Гілардоне) загинули.

## Звання
- Кандидат в офіцери (1 квітня 1932)
- Морський кадет (4 листопада 1932)
- Фенріх-цур-зее (1 січня 1934)
- Оберфенріх-цур-зее (1 вересня 1935)
- Лейтенант-цур-зее (1 січня 1936)
- Оберлейтенант-цур-зее (1 жовтня 1937)
- Капітан-лейтенант (1 лютого 1940)

## Нагороди
- Медаль «За вислугу років у Вермахті» 4-го класу (4 роки)
- Залізний хрест
  - 2-го класу (12 січня 1940)
  - 1-го класу (9 травня 1940)
- Нагрудний знак флоту (20 січня 1942)
- Нагрудний знак підводника (20 серпня 1942)